# 전쟁해군의 편제
이하는 1935년 6월 1일 독일 국가해군이 전쟁해군으로 명칭을 바꾸고 1947년 해산될 때까지의 편제 변화를 다룬다.

## 1930년-1939년

### 국가해군 편제
1930년에서 1931년 사이 국가해군 편제는 다음과 같다.
- 함대사령부(Flottenkommando 플로텐코만도[*]) - 책임자 함대장(Flottenchef 플로텐헤프[*])
  - 전열함지휘관(Befehlshaber der Linienschiffe; B.d.L. 베펠샤버 데어 리닌시페; 베데엘[*])
  - 정찰전력지휘관(Befehlshaber der Aufklärungsstreitkräfte; B.d.A. 베펠샤버 데어 아우프클레룽스트라이트크레프테; 베데아[*])
- 동해군항사령부(Kommando der Marinestation der Ostsee 코만도 데어 마리네슈타티온 데어 오스트지[*])
  - 동해연안방위(Küstenverteidigung der Ostsee 퀴슈텐페르타이디궁 데어 오스트지[*])
  - 동해함정총국(Schiffsstammdivision der Ostsee; S.D.O. 시프즈탐디피지온 데어 오스트지; 에스데오[*])
  - 동해연안통신조직(Küstennachrichtenwesen der Ostsee 퀴슈테나흐리흐텐베젠 데어 오스트지[*])
  - 해군교육총감(Inspektion des Bildungswesens der Marine; B.I. 인스펙티온 데스 빌둥스베젠스 데어 마리네; 베이[*])
  - 어뢰 및 기뢰총감(Inspektion des Torpedo- und Minenwesens; T.M.I. 인스펙티온 데스 토르페도 운트 미넨베젠스; 테엠이[*])
- 북해군항사령부(Kommando der Marinestation der Nordsee 코만도 데어 마리네슈타티온 데어 노르트지[*])
  - 북해연안방위(Küstenverteidigung der Nordsee 퀴슈텐페르타이디궁 데어 노르트지[*])
  - 북해함정총국(Schiffsstammdivision der Nordsee; S.D.N. 시프즈탐디피지온 데어 노르트지; 에스데엔)
  - 북해연안통신조직(Küstennachrichtenwesen der Nordsee 퀴슈테나흐리흐텐베젠 데어 노르트지[*])
  - 해군화포총감(Inspektion der Marineartillerie; A.I. 인스펙티온 데어 마리네아르틸레리에; 아이[*])
  - 해군보급총감(Marinedepotinspektion; D.I. 마리네데포틴스펙티온; 데이[*])
- 국가해군공창(Reichsmarinewerft 라이히스마리네베르프트[*])
- 기타 국가해군 관청들

### 전쟁해군으로의 이행
제2차 세계 대전 개전 직전 시점에 전쟁해군 편제는 다음과 같다.
- 해군최고사령부(Oberkommando der Marine 오베어코만도 데어 마리네[*]
  - 동부해군집단사령부(Marinegruppenkommando Ost; MGK Ost 마리네그루펜코만도 오스트; 엠게카 오스트[*])
    - 동해군항(Marinestation der Ostsee 마리네슈타티온 데어 오스트지[*])
      - 동해방위지휘관(Befehlshaber der Sicherung der Ostsee 베펠샤버 데어 지헤룽 데어 오스트지[*])

  - 서부해군집단사령부(Marinegruppenkommando West; MGK West 마리네그루펜코만도 베스트; 엠게카 베스트[*])
    - 북해군항(Marinestation der Nordsee 마리네슈타티온 데어 노르트지[*])
      - 북해방위지휘관(Befehlshaber der Sicherung der Nordsee 베펠샤버 데어 지헤룽 데어 노르트지[*])

  - 함대사령부(Flottenkommando 플로텐코만도[*])
    - 장갑함지휘관(Befehlshaber der Panzerschiffe 베펠샤버 데어 판처시페[*])
    - 정찰전력지휘관(Befehlshaber der Aufklärungsstreitkräfte 베펠샤버 데어 아우프클레룽스트라이트크레프테[*])
      - 어뢰정지도자(Führer der Torpedoboote; FdT 퓌러 데어 토르페도보테[*])
      - 기뢰부설함지도자(Führer der Minensuchboote; FdM 퓌러 데어 미넨주흐보테[*])

    - 잠수정지도자(Führer der Unterseeboote; FdU 퓌러 데어 운터지보테[*]

## 제2차 세계 대전

### 1939년-1941년
1941년 말 전쟁해군 편제는 다음과 같다.
- 해군최고사령부(Oberkommando der Marine 오베어코만도 데어 마리네[*]
  - 함대사령부(Flottenkommando 플로텐코만도[*])
    - 전함지휘관(Befehlshaber der Schlachtschiffe 베펠샤버 데어 슐라흐트시페[*])
    - 잠수정지휘관(Befehlshaber der Unterseeboote 베펠샤버 데어 운터지보테[*])
      - 어뢰정지도자(Führer der Torpedoboote; FdT 퓌러 데어 토르페도보테[*])

    - 구축함지도자(Führer der Zerstörer 퓌러 데어 체르슈퇴러[*]

  - 북부해군집단사령부(Marinegruppenkommando Nord 마리네그루펜코만도 노르트[*])
    - 동해군항(Marinestation der Ostsee 마리네슈타티온 데어 오스트지[*])
      - 동해방위지휘관(Befehlshaber der Sicherung der Ostsee 베펠샤버 데어 지헤룽 데어 오스트지[*])
      - 공군전력지도자(Führer der Luftstreitkräfte 퓌러 데어 루프트슈트라이트크레프테[*]
      - 노르웨이 제독(Admiral Norwegen 아트미랄 노르베겐[*])[A 1]
      - 북극해 제독(Admiral Nordmeer 아트미랄 노르트미어[*][A 1]

    - 북해군항(Marinestation der Nordsee 마리네슈타티온 데어 노르트지[*]
      - 북해방위지휘관(Befehlshaber der Sicherung der Nordsee 베펠샤버 데어 지헤룽 데어 노르트지[*])
      - 이탈리아 독일해군사령부(Deutsches Marinekommando Italien 도이체스 마리네코만도 이탈리엔[*])
        - 북아프리카 해군사령부(Marinekommando Nordafrika 마리네코만도 노르다프리카[*])
        - 튀니지 해군사령부(Marinekommando Tunesien 마리네코만도 투네지엔[*])
        - 이탈리아 독일해상수송장(Deutscher Seetransportchef Italien 도이체 지트란슈포르트헤프 이탈리엔[*])

  - 서부해군집단사령부(Marinegruppenkommando West 마리네그루펜코만도 베스트[*])
    - 프랑스 제독(Admiral Frankreich 아트미랄 프랑크라이히[*])[A 1]
      - 서역방위지휘관(Befehlshaber der Sicherung Westraum; B.S.W. 베펠샤버 데어 지헤룽 데어 베스트라움; 베에스베[*])

  - 남부해군집단사령부(Marinegruppenkommando Süd 마리네그루펜코만도 쉬트[*])
    - 에게 제독(Admiral Ägäis 아트미랄 에게이스[*])[A 1]
    - 흑해 제독(Admiral Schwarzes Meer 아트미랄 슈바르체스 메어[*])[A 1]
    - 아드리아 제독(Admiral Adria 아트미랄 아트리아[*])[A 1]

### 1941년-1943년
1943년 말 전쟁해군 편제는 다음과 같다.
- 해군최고사령부(Oberkommando der Marine 오베어코만도 데어 마리네[*]
  - 북부해군집단사령부(Marinegruppenkommando Nord 마리네그루펜코만도 노르트[*]) 겸 함대사령부(Flottenkommando 플로텐코만도[*])
    - 전투단지휘관(Befehlshaber der Kampfgruppe 베펠샤버 데어 캄프그루페[*])
    - 잠수정 지령제독(Kommandierender Admiral der Unterseeboote 코만디렌더 아트미랄 데어 운터지보테[*])
    - 구축함지도자(Führer der Zerstörer 퓌러 데어 체르슈퇴러[*]
    - 고속정지도자(Führer der Schnellboote 퓌러 데어 슈넬보테[*]
    - 기뢰부설함지도자(Führer der Minenschiffe 퓌러 데어 미넨시페[*])
    - 노르웨이 해군상급사령부(Marineoberkommando Norwegen 마리네오버코만도 노르베겐[*]
    - 북해해군상급사령부(Marineoberkommando Nordsee 마리네오버코만도 노르트지[*]
      - 북해방위지휘관(Befehlshaber der Sicherung der Nordsee 베펠샤버 데어 지헤룽 데어 노르트지[*])

    - 동해해군상급사령부(Marineoberkommando Ostsee 마리네오버코만도 오스트지
      - 동해방위지휘관(Befehlshaber der Sicherung der Ostsee 베펠샤버 데어 지헤룽 데어 오스트지[*])

    - 이탈리아 독일해군사령부(Deutsches Marinekommando Italien 도이체스 마리네코만도 이탈리엔[*])
      - 이탈리아 독일해상수송장(Deutscher Seetransportchef Italien 도이체 지트란슈포르트헤프 이탈리엔[*])

  - 서부해군집단사령부(Marinegruppenkommando West 마리네그루펜코만도 베스트[*]) 겸 프랑스 지령제독(Kommandierender Admiral Frankreich 코만디렌더 아트미랄 프랑크라이히[*])
    - 서역방위지휘관(Befehlshaber der Sicherung Westraum; B.S.W. 베펠샤버 데어 지헤룽 데어 베스트라움; 베에스베[*])
    - 해협연안 지령제독(Kommandierender Admiral Kanalküste 코만디렌더 아트미랄 카날퀴슈테[*])
    - 대서양연안 지령제독(Kommandierender Admiral Atlantikküste 코만디렌더 아트미랄 아틀란티퀴슈테[*])
    - 프랑스 남부연안 지령제독(Kommandierender Admiral französische Südküste 코만디렌더 아트미랄 프랑최지셰 쉬트퀴슈테[*])

  - 남부해군집단사령부(Marinegruppenkommando Süd 마리네크루펜코만도 쉬트[*])
    - 에게 지령제독(Kommandierender Admiral Ägäis 코만디렌더 아트미랄 에게이스[*])[A 1]
    - 흑해 지령제독(Kommandierender Admiral Schwarzes Meer 코만디렌더 아트미랄 슈바르체스 메어[*])[A 1]
    - 아드리아 지령제독(Kommandierender Admiral Adria 코만디렌더 아트미랄 아트리아[*])[A 1]

### 1943년-1945년
전쟁해군의 마지막 재편 이후 편제는 다음과 같다.
- 해군최고사령부(Oberkommando der Marine 오베어코만도 데어 마리네[*]
  - 함대사령부(Flottenkommando 플로텐코만도[*])
    - 전투단지휘관(Befehlshaber der Kampfgruppe 베펠샤버 데어 캄프그루페[*])
    - 방위전력지휘관(Befehlshaber der Sicherungsstreitkräfte 베펠샤버 데어 지헤룽슈트라이트크레프테[*])
    - 잠수정 지령제독(Kommandierender Admiral der Unterseeboote 코만디렌더 아트미랄 데어 운터지보테[*])
    - 구축함지도자(Führer der Zerstörer 퓌러 데어 체르슈퇴러[*]
    - 고속정지도자(Führer der Schnellboote 퓌러 데어 슈넬보테[*]

  - 노르웨이 해군상급사령부(Marineoberkommando Norwegen 마리네오버코만도 노르베겐[*])
    - 노르웨이 북극연안 제독(Admiral norwegische Polarküste 아트미랄 노르베기셰 폴라르퀴슈테[*])
    - 노르웨이 북부연안 제독(Admiral norwegische Nordküste 아트미랄 노르베기셰 노르트퀴슈테[*])
    - 노르웨이 서부연안 제독(Admiral norwegische Westküste 아트미랄 노르베기셰 베스트퀴슈테[*])

  - 북해해군상급사령부(Marineoberkommando Nordsee 마리네오버코만도 노르트지[*])
    - 저지대 제독(Admiral Niederlande 아트미랄 니데를란데[*])
    - 독일 만 연안지휘관(Küstenbefehlshaber Deutsche Bucht 퀴슈텐베펠샤버 도이체 부흐트[*])

  - 동해해군상급사령부(Marineoberkommando Ostsee 마리네오버코만도 오스트지[*])
    - 동해서부연안지휘관(Küstenbefehlshaber westliche Ostsee 퀴슈텐베펠샤버 베스틀리헤 오스트지[*])
    - 동해중부연안지휘관(Küstenbefehlshaber mittlere Ostsee 퀴슈텐베펠샤버 미틀레레 오스트지[*])
    - 동방제독(Admiral Ostland 아트미랄 오스틀란트[*])

  - 서부해군상급사령부(Marineoberkommando West 마리네오버코만도 베스트[*])
    - 요새함장(Festungskommandanten 페스퉁슈코만단텐[*])
    - 육공군 농성병력(eingeschlossene Kräfte des Heeres und der Luftwaffe 아잉게슐로세네 크레프테 데스 헤어레스 운트 데어 루프트바페[*])

  - 남부해군상급사령부(Marineoberkommando Süd 마리네오버코만도 쉬트[*])
  - 소규모 전투부대 제독(Admiral der Kleinkampfverbände 아트미랄 데어 클라인캄프페어벤데[*])